# Shogo Taniguchi
Shogo Taniguchi (谷口 彰悟, Taniguchi Shogo, Kumamoto, 15 juli 1991) is een Japans voetballer die als verdediger speelt bij Sint-Truiden in de Belgische Pro League.

## Clubcarrière
Shogo Taniguchi tekende bij Kawasaki Frontale in 2014.

## Japans voetbalelftal
Shogo Taniguchi maakte op 11 juni 2015 zijn debuut in het Japans voetbalelftal tijdens een vriendschappelijke wedstrijd tegen Irak.

## Statistieken
| Japans voetbalelftal | Japans voetbalelftal | Japans voetbalelftal |
| Jaar                 | Wed.                 | Dlp.                 |
| -------------------- | -------------------- | -------------------- |
| 2015                 | 2                    | 0                    |
| 2016                 | 0                    | 0                    |
| 2017                 | 1                    | 0                    |
| Totaal               | 3                    | 0                    |